# Broparken, Umeå

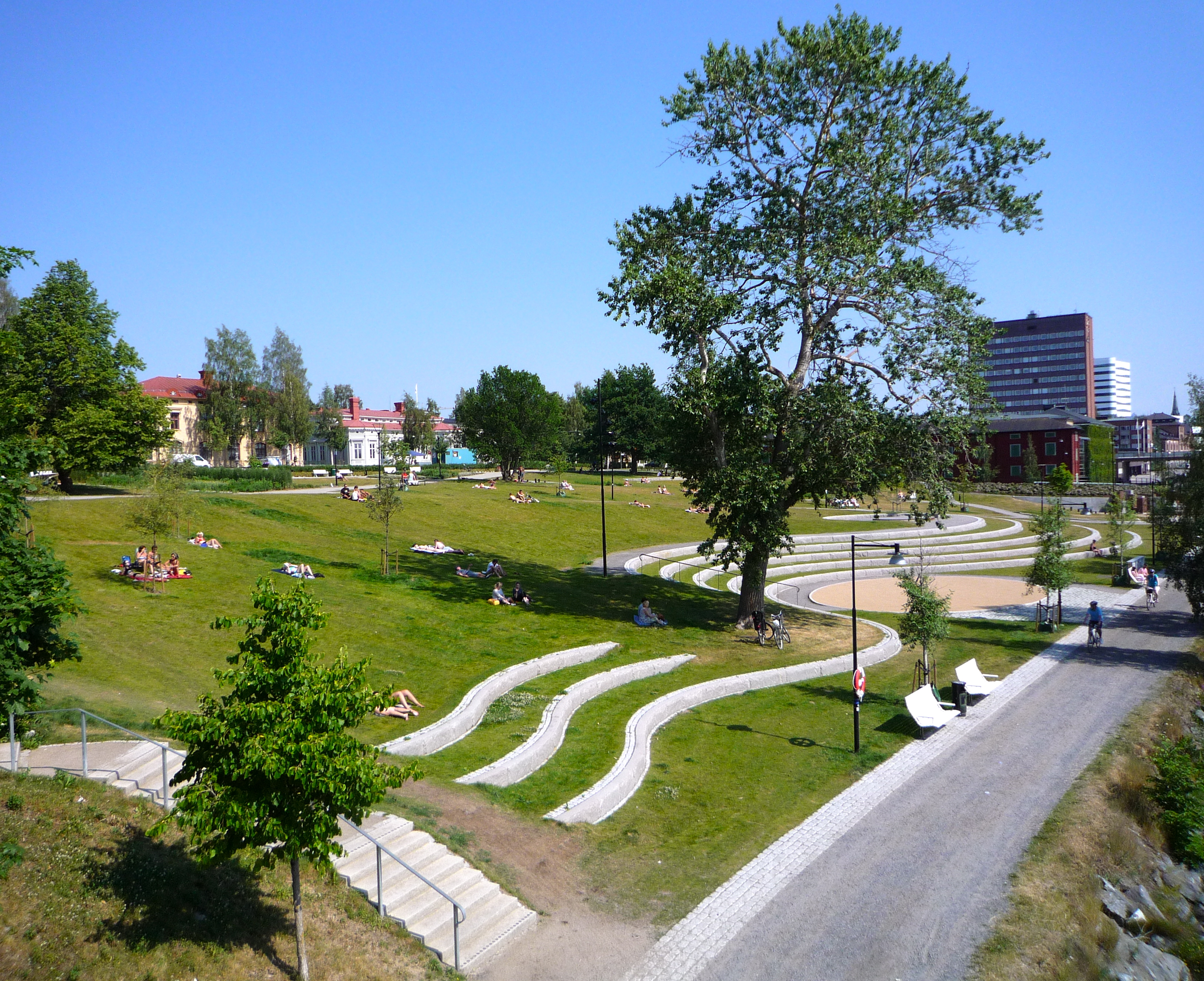
Broparken, sedd från Gamla bron.

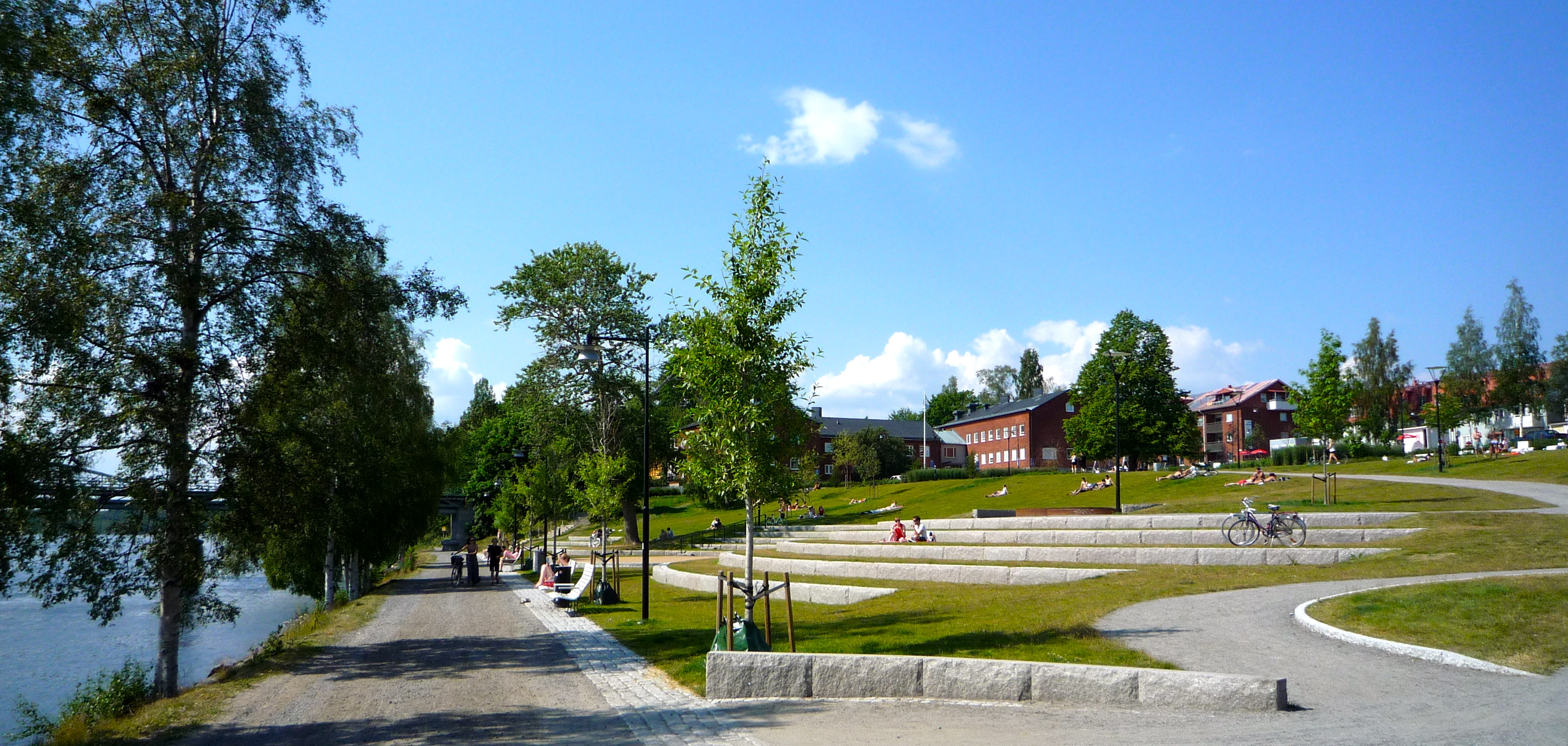
Broparken, sedd från Strandpromenaden.

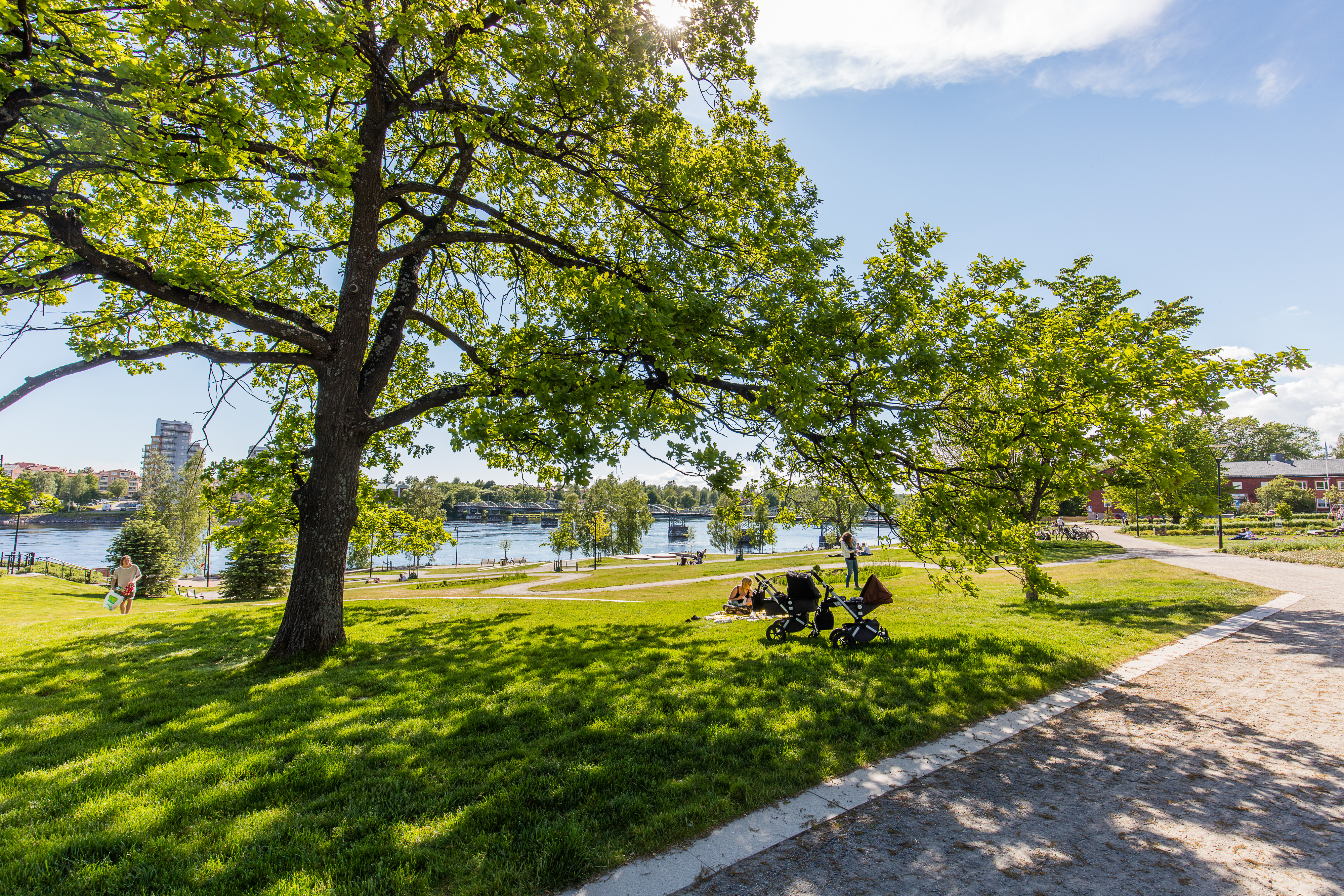
Gamla träd i ny park.

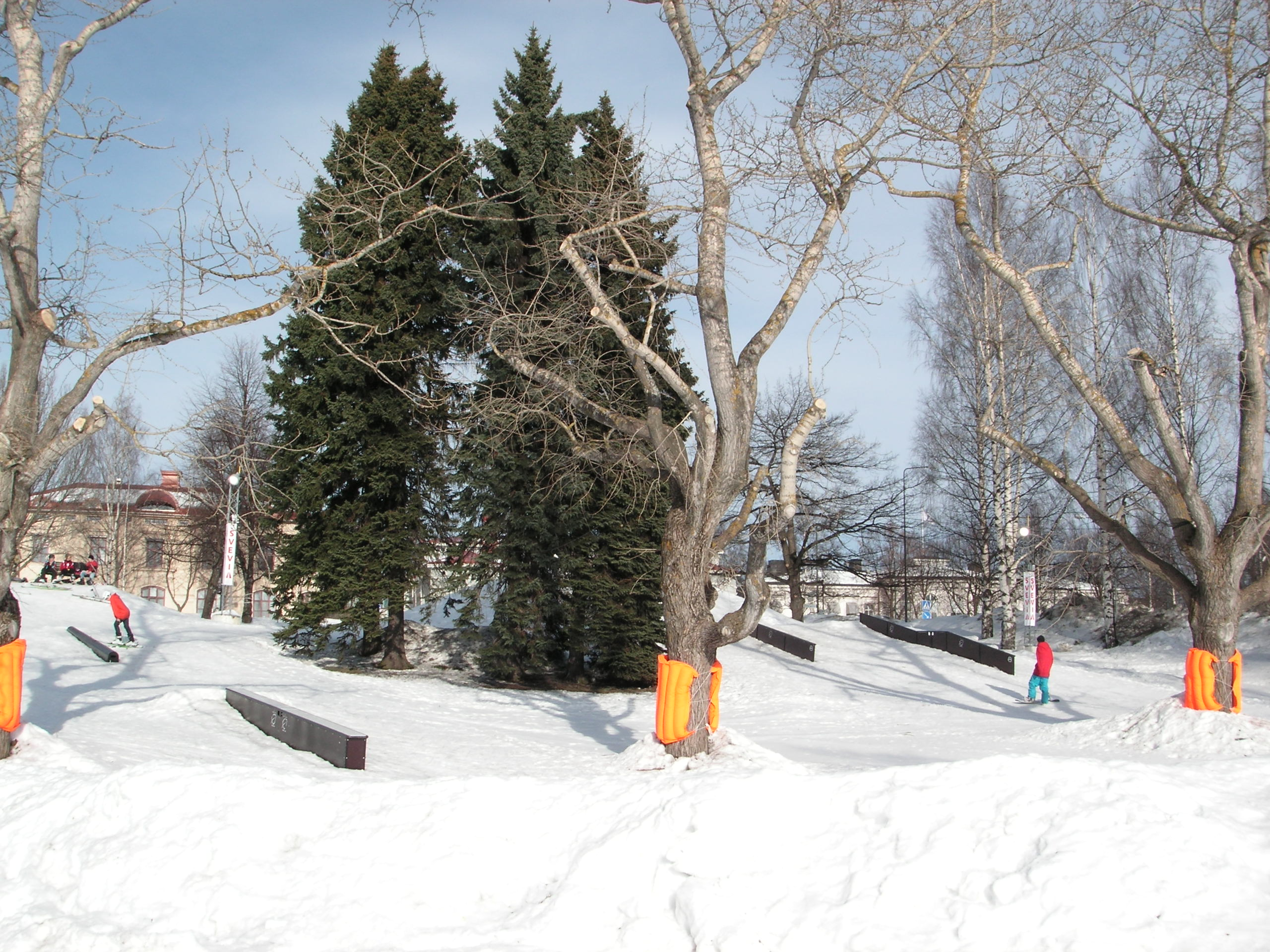
Skid- och snowboardåkning (2011).

Broparken i Umeå anlades 1897. Parken ligger i en sydsluttning ner mot Strandpromenaden vid Umeälven, invid Gamla bron, och består av en stor gräsyta med stora gamla träd, bland annat  poppel och ek. Tack vare sittplatserna – och efter ombyggnaden även "matvagnar" – närmast Storgatan och parkens kontakt med älven är den en populär plats på sommaren. På senare dagar har sportutövare börjat nyttja parkens sluttande natur som grund för att rigga en liten skid- och snowboardbacke under vinterhalvåret.

## Historia
Området planlades tidigt som park, men anlades som sådan först 1897. Innan parkanläggningen användes platsen som stadens tjärhov – till förvaring av tjärtunnor, men den verksamheten flyttades på 1870-talet till andra sidan älven, på grund av brandrisken. Senare användes parken som skolgård för det (då) närbelägna folkskoleseminariet. Under andra världskriget togs parken i bruk för potatisodling, och en luftvärnsrobot var placerad i parken. Lekplats har den också varit.

## "Nya" Broparken
2012 beslutades om en större ombyggnad av Broparken. Många träd, framför allt de gamla popplar som kantat Strandpromenaden, ansågs ha varit i så dåligt skick att de inte kunde räddas och har ersatts av nya lagerpopplar, närmare älven. En skogslind, en skogsalm, en pyramidalm, en turkisk hassel, vårtbjörkar och en gammal ek har också bevarats. Nya tillskott är bland annat bergkörsbär, katsura och österrikisk oxel – dessutom har körsbärsträd planterats närmast Storgatan.
I den nya parken, som stod klar 2013, har delar av sluttningen terrasserats, för bättre tillgänglighet och för att fungera som läktare vid det scenrum som byggts längst ned i parken. Vid Strandgatan närmast skateboardparken Sparken har anlagts en parkourpark, och det finns också ytor för andra aktiviteter som lek, sällskapsspel och handel.

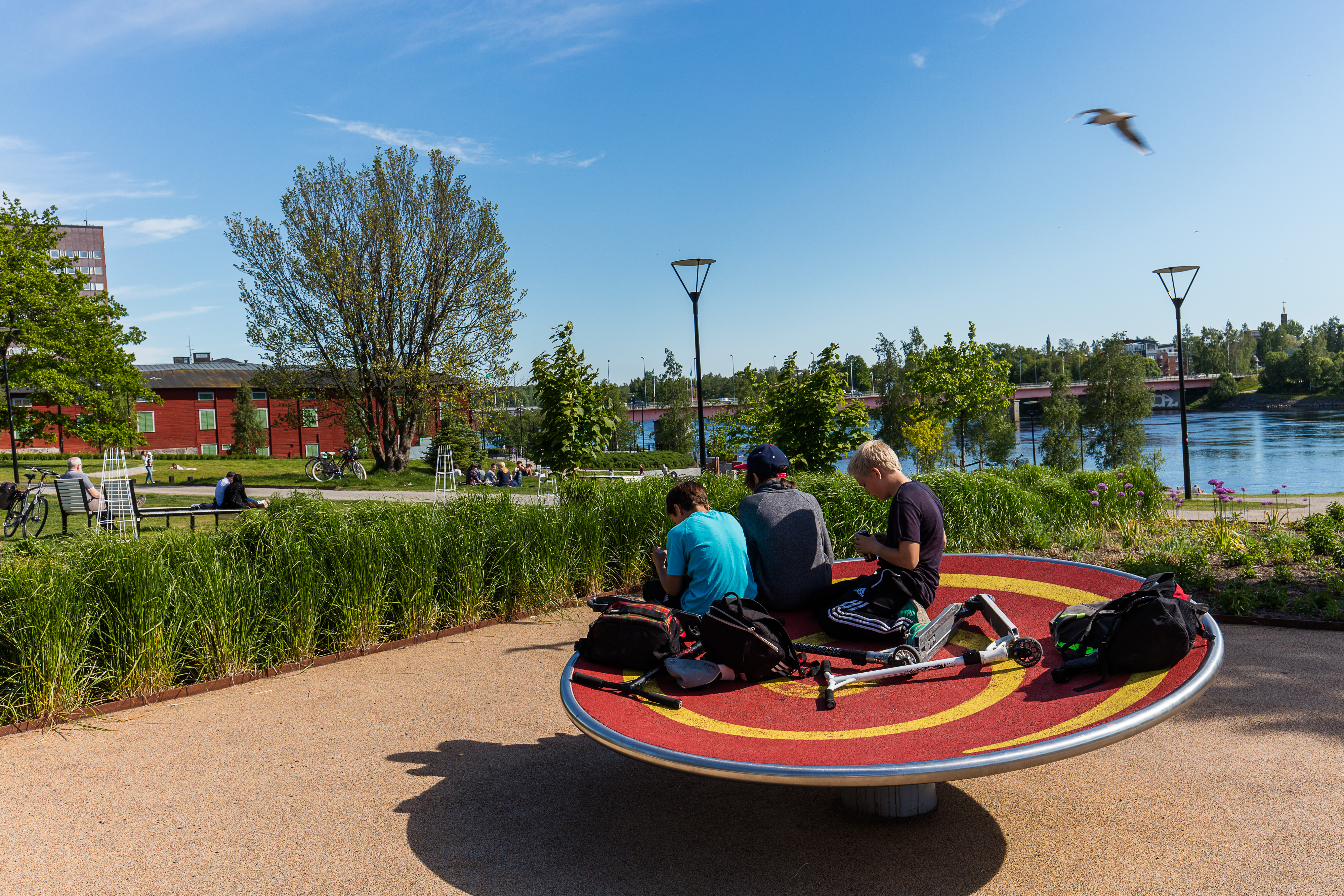
Broparkens lekpark.
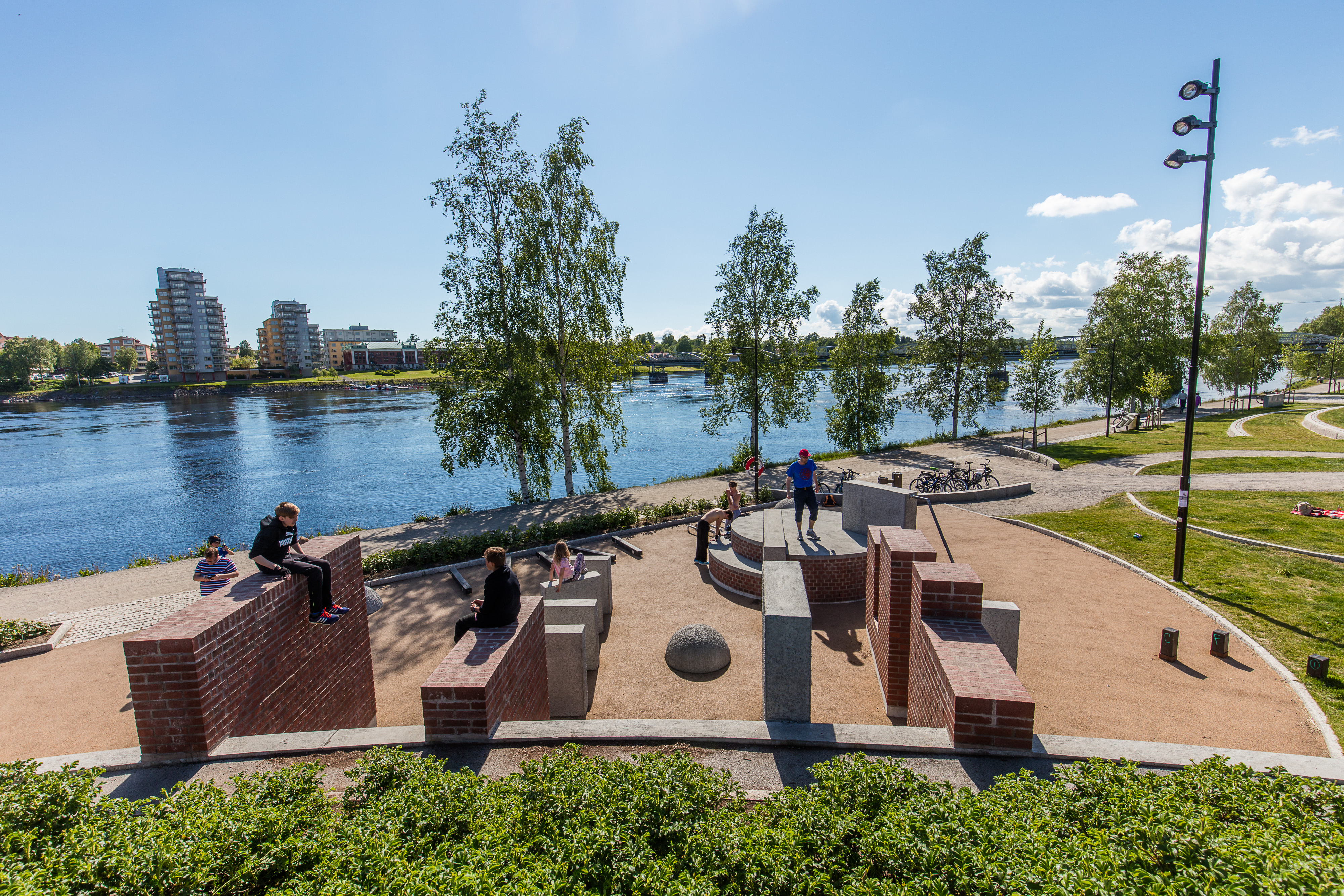
Parkourdelen.